# 下関ゴルフ倶楽部
下関ゴルフ倶楽部（しものせきゴルフくらぶ）は、 山口県下関市豊浦町に広がるゴルフ場である。

## 概要
昭和20年代前半、下関にはゴルフ場は無かったが、1952年（昭和27年）4月、新たなゴルフ場の建設に向けて、「川棚温泉ゴルフ倶楽部」が設立され、同年12月、石堂山の麓に3ホールのゴルフ場の造成工事が着手され、1953年(昭和28年)3月、工事が完成された。さらに、18ホールのコース建設計画が作成され、コース設計家の上田治に判断を仰ぎ、石堂山の麓日本海を望む丘の八ヶ浜海岸は適地であると決まった。
しかし、八ヶ浜の用地買収は難航した、歴史ある地にゴルフ場を造ることは、歴史を汚すことになると反対された。八ヶ浜は「森の白浜」といわれる「弘安の役」の遺跡が残る地である。そのため、用地買収に1年以上かかった。18ホールでは松がなくなると反対され、上田は9ホールずつ造ることを提案した。
1954年(昭和29年)6月9日、八ケ浜に9ホールの工事に着手したが、同年8月、資金難に陥り大洋漁業株式会社の中部利三郎が乗り出した。同年10月、川棚温泉ゴルフ倶楽部の名称の「温泉」を外し「川棚ゴルフ倶楽部」と名称変更した。1955年（昭和30年）3月、「下関ゴルフ倶楽部」と改称した。
1954年(昭和29年)9月、初代理事長に中部利三郎が就任した。1956年(昭和31年)7月22日、改造工事した9ホールが完成し開場した。1957年(昭和32年)8月、「社団法人下関ゴルフ倶楽部」を設立、1959年(昭和34年)4月、18ホールへの拡張工事に着手、同年11月、コースとクラブハウスが完成した。
日本のプロゴルフメジャー大会の1つ、日本ゴルフ協会主催競技でもあり、日本選手権大会に相当する、日本オープンゴルフ選手権競技大会を2回の開催実績がある。
上田治設計の代表的な8コースで「上田治クラシック会」を結成している、地域を越えてお互いにゴルフを楽しみ、会員間の親睦交流をはかり、倶楽部運営の活性化の一助としている。「門司ゴルフ倶楽部」（福岡県、1934年（昭和9年）開場）、「大阪ゴルフクラブ」（大阪府、1937年（昭和12年）開場）、「古賀ゴルフ・クラブ」（福岡県、1953年（昭和28年）開場）、「下関ゴルフ倶楽部」（山口県、1956年（昭和31年）開場）、「奈良国際ゴルフ倶楽部」（奈良県、1957年（昭和32年）開場）、「小野ゴルフ倶楽部」（兵庫県、1961年（昭和36年）開場）、「茨城ゴルフ倶楽部」（茨城県、1962年（昭和37年）開場）、「広島カンツリー倶楽部」（広島県、1963年（昭和38年）開場）。

## 所在地
〒759－6312 山口県下関市豊浦町黒井 850番地

## コース情報
- 開場日 - 1956年7月22日
- 設計者 - 上田 治
- 面積 - 820,000m2（約24.8万坪）
- コースタイプ - リンクスコース
- コース - 18ホールズ、パー72、6,944ヤード、コースレート75.0
- グリーン - 2グリーン、ニューベント
- プレースタイル - 5人乗りカート、全組キャディ付き
- 練習場 - 9打席 250ヤード
- 休場日 - 毎週月曜日（月曜日が祝日の場合、翌日が休場日）、12月31日、1月1日[4][5]

## クラブ情報
- 理事長 - 清原 生郎
- ハウス面積 - 2,640m2（798.6坪）
- ハウス設計 - 株式会社大林組
- ハウス施工 - 株式会社大林組[4][5]

## ギャラリー
- コース - 「下関ゴルフ倶楽部」、コース案内
- ハウス - 「下関ゴルフ倶楽部」、施設案内

## 交通アクセス
鉄道（JR西日本）
- 山陽新幹線・山陽本線 - 新下関駅よりタクシー利用 約30分
- 山陽本線 - 下関駅よりタクシー利用 約40分
- 山陰本線 - 川棚温泉駅よりタクシー利用 約5分

道路
- 中国自動車道 - 下関ICより 約40分、小月ICより 約30分[6]

## メジャー選手権
- 1991年（平成3年） - 第56回 日本オープンゴルフ選手権競技大会[7]
- 2002年（平成14年） - 第67回 日本オープンゴルフ選手権競技大会[7]

## エピソード
- 八ヶ浜は1242年（建治元年）、元の国史一行45名が上陸、杜世忠ら5名が鎌倉に送られるが、龍ノ口で斬首された。残った40名も八ヶ浜で処刑された。その遺跡は、1番、2番ホールの左側の林に、元使首掛けの松、元使四十塚として残っている[8]。
- コース設計家の上田治は、石堂山麓はゴルフ場の建設地として適地であると推薦したが、その理由について「砂浜ですよ」「砂浜だからいいのだ」といった[8]。
- 18ホールが完成するのに4年の歳月を要したが、現在もローツカー棟の屋根を松の幹が伸びているのは、当時、伐らずに残した苦心の名残の松である[8]。
- 下関ゴルフ倶楽部の名を挙げたのは、中部一次郎が日本アマ優勝1回、中部銀次郎が日本アマ優勝4回の存在で、このことから、中部利三郎が、一次郎、幸二郎、銀次郎の3兄弟のために造ったゴルフ場といわれた[8]。

## 関連文献
- 『月刊ゴルフマネジメント』、21 (通号 186)、「ゴルフ倶楽部を考える-166-下関ゴルフ倶楽部の創設と発展」、井上勝純著、東京 一季出版、2000年2月、2020年8月日閲覧
- 『月刊ゴルフマネジメント』、3月21(187)、「下関ゴルフ倶楽部」、東京 一季出版、2000年3月、2020年8月日閲覧
- 『週刊ダイヤモンド』、ダイヤモンド社 編、「Good Shot!--週刊ダイヤモンドが選んだ日本のベスト・コース150(23)第18位 下関ゴルフ倶楽部」、西澤忠著、東京 ダイヤモンド社、2002年10月19日、2020年8月日閲覧
- 『ゴルフ場ガイド 西版』、2006-2007、「下関ゴルフ倶楽部（山口県）」、東京 ゴルフダイジェスト社、2006年5月、2020年8月日閲覧
- 『美しい日本のゴルフコース BEAUTIFUL GOLF CULTURE IN JAPAN 日本のゴルフ110年記念 ゴルフは日本の新しい伝統文化である』、ゴルフダイジェスト社「美しい日本のゴルフコース」編纂委員会編、「下関ゴルフ倶楽部」、東京 ゴルフダイジェスト社、2013年12月、2020年8月日閲覧
- 『ゴルフ場セミナー』、「クラブハウス探訪 下関ゴルフ倶楽部(山口県・18H) シンプルなデザインの中で木の温もりと空間を有効活用」、東京 ゴルフダイジェスト社、2017年4月、2020年8月日閲覧